# Ca l'Uix
Ca l'Uix és una masia que va ser habilitada com a capella i actualment és una casa de turisme rural situada a Sant Hilari Sacalm (Selva) inclosa a l'Inventari del Patrimoni Arquitectònic de Catalunya.

## Descripció
És un edifici de dues plantes i golfes, vessants a laterals i cornisa catalana. El portal principal és rectangular amb una gran llinda amb inscripcions, la porta té gravada dins un cercle en vermell la data de 1841 “Adiutori Uix”. A la dreta hi ha una altra porta, de construcció més moderna, sense llinda. La resta d'obertures tenen els brancals, l'ampit i la llinda de pedra monolítica. Una d'elles, al pis superior té una petita barana de ferro forjat, i la finestra esuqerra inferior està protegida per una reixa de ferro. A la façana hi ha adossada una escaleta de pedra que servia per pujar al cavall. També es conserva el número 12, inscrit en una rajola adossada a la paret. L'interior de la casa ha sofert molt poques modificacions. Els annexos s'han reformat i adaptat com a habitatges per turisme rural.
Cal destacar l'annex de la part posterior de la casa, que és una capella dedicada a la Mare de Déu del Carme. És d'una sola nau de volta apuntada, petit cor als peus i coberta a dues vessants amb campanar d'espadanya. A l'interior hi ha l'altar daurat neogòtic amb la imatge de la Verge del Carme, Sant Josep i St. Adjutori. Està decorada amb senefes i pintures a les parets. A la façana, la portalada és d'estil neogòtic i, al frontís, sota l'arc apuntat, hi ha l'escut de la casa i l'any de construcció, el 1901.

## Història
La primera notícia documental és una capbrevació a favor de Berenguer de Farners per Pere de Bagís de l'any 1339 però l'edifici actualdata del segle xviii. La capella va ser cremada durant la guerra del francès. En el centenari, l'any 2001, es va restaurar i repintar l'interior i es segueix utilitzant. El Bisbe de Lleida i de Menorca, Salvi Huix i Miralpeix (+1936) havia nascut en aquesta casa.